# 四氯合铀(III)酸铵
四氯合铀(III)酸铵是一种配位化合物，化学式为NH4UCl4，具有放射性。

## 制备
将四氯化铀和过量的氯化铵加入含少量水与丙酸的乙腈溶液。将溶液过滤，以除去未溶解的氯化铵，并将滤液在惰性气氛中和2.4%的液态锌汞齐混合。反应生成紫红色的NH4UCl4·4H2O沉淀。